# مغیر (الوادی)
مغیر (به عربی: المغير) یک شهرداری در الجزایر است که در ناحیه المغیر واقع شده‌است. مغیر ۴۹٬۷۹۳ نفر جمعیت دارد و ۲ متر بالاتر از سطح دریا واقع شده‌است.